# 戈利亞克山
42°41′30″N 21°41′21″E / 42.69167°N 21.68917°E

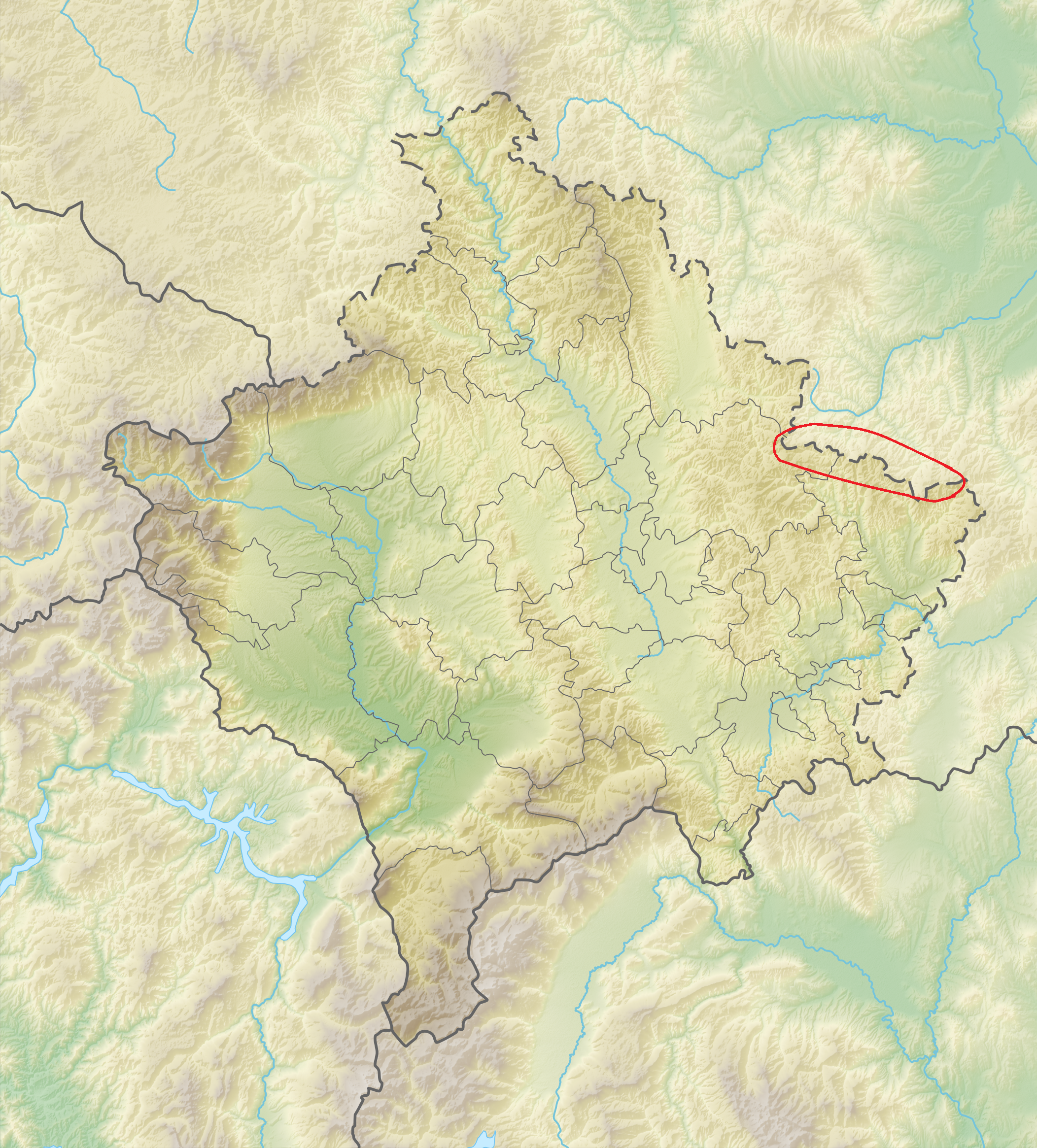

戈利亞克山是塞爾維亞的山峰，位於該國南部，海拔高度1,181米，有茂密的落葉林和針葉林覆蓋，並有多種野生食用植物如蕁麻、蒲公英、野草莓、蘋果、梨、各種食用菌等。